# E46
La Ruta europea 46 és una Ruta que lliga Cherbourg amb Lieja. Passa pels estats de França i Bèlgica. La carretera té un traçat d'entre 700 i 750 kilòmetres.

## Traçat

### França

#### De Caen a Rouen
És la carretera N13

#### De Rouen a Reims
És l'autopista A13

#### De Reims a Bèlgica
Hi ha quatre carreteres:
- L'A34/N51, entre Charleville i Sedan i després l'A203.
- De Sedan a la frontera: la N43/N58.

### Bèlgica
- Frontera Francesa - Barrière de Champlon: N89
- Barrière de Champlon - Marche-en-Famenne: N4
- Marche-en-Famenne - Lieja: N63 (carretera de 4 carrils que no és autopista)